# محمد المجذوب (مغني)
محمد المجذوب (15 أغسطس 1991 -)، مغنّي سوري.
أحرز بطولة المسابقة الغنائية العربية «إكسير النجاح» في دورتها الثانية عام 2007، وكان عمره يبلغ آنذاك 16 سنة.
ولقد وقّع محمد المجذوب عام 2007 عقدا مع شركة روتانا وهو في السادسة عشرة من عمره، وفترة العقد خمس سنوات، وبذلك أصبح أصغر مطرب يوقع عقدا مع الشركة. وأصدر محمد المجذوب عام 2008 أول ألبوم له بعنوان «حن قلبي». وله أغنيات فردية خاصة، ومنها «أنا أعمل إيه»

## الألبوم
- حن قلبي (روتانا عام 2008).

أغاني الألبوم
- الله شو بحبّك
- حن قلبي
- كده تنسى
- حبيني
- بعدك
- متقولش أنا
- أنا أعمل ايه
- بحسّك معي

## وصلات خارجية
- موقعه على فيس بوك  على فيسبوك.